# Ne touchez pas la hache
Pour plus de détails, voir Fiche technique et Distribution.
Ne touchez pas la hache est un film franco-italien de Jacques Rivette, sorti en 2007, tiré du livre La Duchesse de Langeais d'Honoré de Balzac.

## Synopsis
L'histoire se passe sous la Restauration. Le général de Montriveau est épris de la duchesse de Langeais, une coquette qui se refuse à lui et qui disparaît. Aidé par les puissants Treize, sorte de franc-maçonnerie aux pouvoirs occultes, il la poursuit jusqu'à un monastère espagnol où elle s'est réfugiée sous le nom de sœur Thérèse. Là, elle accepte de le recevoir en présence de la mère supérieure à qui elle fait croire que cet homme est son frère. Mais au dernier moment, elle avoue sa faute en même temps que son amour longtemps caché pour Montriveau.
Ce début amène un long retour en arrière, à l'époque où la duchesse menait le monde par le bout du nez, faisant ménage à part avec son mari et méprisant ses soupirants…

## Fiche technique
- Réalisateur : Jacques Rivette
- Scénario : Pascal Bonitzer et Christine Laurent d'après le roman d'Honoré de Balzac, La Duchesse de Langeais, publié en 1834
- Producteurs : Roberto Cicutto, Martine Marignac, Luigi Musini, Ermanno Olmi, Maurice Tinchant
- Production :  France /  Italie
- Musique originale : Pierre Allio
- Image : William Lubtchansky
- Durée : 137 minutes
- Date de sortie : 28 mars 2007

## Distribution
- Jeanne Balibar : Antoinette de Langeais
- Guillaume Depardieu : Armand de Montriveau
- Michel Piccoli : le vidame de Pamiers
- Bulle Ogier : la princesse de Blamont-Chauvry
- Anne Cantineau : madame de Sérizy
- Mathias Jung : Julien
- Julie Judd : Lisette
- Marc Barbé : le marquis de Ronquerolles
- Nicolas Bouchaud : Maxime de Trailles
- Thomas Durand : Henri de Marsay
- Beppe Chierici : l'alcade
- Victoria Zinny : la mère supérieure
- Barbet Schroeder : le duc de Grandlieu

## Réception critique
Dans un entretien aux Inrockuptibles en 2011, le réalisateur Philippe Garrel déclare considérer ce film comme l'un des plus grands films français : « Ne touchez pas la hache, je trouve ça génial. C’est un des plus grands films français. »

## Analyse
« La nouveauté, avec l’adaptation du roman de Balzac, est que la femme est armée. La duchesse sait ce qu’est l’homme — du moins lui a-t-on appris à parer ses attaques. Deux précautions valant mieux qu’une, le vidame (Piccoli), un ricaneur, change de ton pour lui rappeler que cet aigle-là a quelques chances de la soumettre.
Or, ce soldat qui croit pouvoir nommer l’affrontement pour ce qu’il est (« acier contre acier ») se leurre du tout au tout. La duchesse, en lui renvoyant la pauvre image d’un petit garçon qui réclame en hurlant ce qu’il est impuissant à obtenir, le piège. Non pas qu’elle veuille le punir : elle l’aime. C’est lui qui ne l’aime pas, il ne peut donc pas la gagner. Il la perdra, ne faisant qu’une victime : la femme, une fois de plus — un « poème », dit-il, qu’on oubliera...
Ainsi, non seulement « Ne touchez pas la hache » reprend le flambeau de « L’amour fou », mais le film va beaucoup plus loin au cœur de cette guerre des sexes — formule hypocrite pour ne pas dire : guerre des hommes contre les femmes. Les artistes de 1967 se rendaient d’autant moins capables de connaître cette guerre qu’ils se disaient tous féministes. Le XIXe siècle et Balzac étaient nécessaires pour faire sauter les verrous du refoulement. « Acier contre acier » : le soldat ne voit partout que le reflet de son armure. Il se masturbe sur l’idée qu’il se fait de la femme jusqu’à ce qu’il ne reste plus d’elle qu’un cadavre. »

— Mehdi Benallal, Foco, 2016

## Box-office
En France, le film atteint le score de 92 259 entrées.